# Bermudacaris harti
Bermudacaris harti is een garnalensoort uit de familie van de Alpheidae. De wetenschappelijke naam van de soort is voor het eerst geldig gepubliceerd in 2000 door Anker & Iliffe.